# Gentiny Ngobila
Gentiny Mbaka Ngobila, né le 20 septembre 1963 à Kinshasa, est un homme d’affaires et homme politique congolais (RDC). En 2015, il est nommé commissaire spécial du Mai-Ndombe. Il est gouverneur de la ville-province de Kinshasa, capitale de la république démocratique du Congo, du 10 avril 2019 au 29 avril 2024.

## Biographie
Gentiny Mbaka Ngobila est né le 20 septembre 1963 à Kinshasa. Il est membre de l'ethnie Batende. Son père, Omer, est directeur de cabinet dans un ministère du gouvernement Lumumba en 1960. Il fait ses études supérieures au Conservatoire national des arts et métiers (CNAM) de Paris, où il obtient son diplôme de licence en administration et gestion des personnels.

## Carrières

### Dans le monde des affaires
Après ses études supérieures, Gentiny Ngobila se lance dans le monde des affaires. Il crée ainsi des entreprises dans la sécurité en France, puis à Kinshasa comme Universal Security ou UniSec (sécurité) et G-Com Service (immobilier).
En 2014, il prend la présidence du Daring Club Motema Pembe Imana (DCMP), l'un des clubs de football les plus populaires de Kinshasa.
Il est aussi producteur de quelques disques, notamment l'album Makolo Masiya de Carlyto Lassa ainsi que de certains de ces concerts à Paris[réf. nécessaire].

### Dans le monde politique
Il fut :
- En 1997 : président commission défense et sécurité pendant la règle du gouvernement de Laurent Désiré Kabila ;
- En 1998 : conseiller du ministre de l'intérieur Gaëtan Kakudji ;
- En 1999 : conseiller du ministre de finance ;
- En 2000 : coopté député de l'ACL/PT ;
- En 2003 : coopté encore député sous la régime de 1+4 ;
- En 2006 : élu député national dans la circonscription de Yumbi ;
- En 2007 : nommé vice-ministre de l'Agriculture, Pêche et Élevage du Gouvernement Gizenga I, du président Joseph Kabila ;
- En 2008 : président du conseil d'administration de l'office de route ;
- En 2011 : réélu député national, toujours dans la circonscription de Yumbi.

En 2000, Ngobila est nommé à l'Assemblée constituante.
En 2002, Ngobila est membre fondateur du Parti du peuple pour la reconstruction et la démocratie, le parti du président Joseph Kabila.
Il siège à l'Assemblée nationale et est membre du bureau du PPRD.
En octobre 2015, Ngobila est nommé par le chef d'État Joseph Kabila, commissaire spécial dans la province du Mai-Ndombe,.
En 2016, il est élu gouverneur de la province du Mai-Ndombe.
En décembre 2018, 537 personnes sont tuées dans un conflit foncier dans le territoire de Yumbi de la province du Maï-Dombe. Le rôle de Ngobila dans ce conflit et ses conséquences meurtrières est l'objet d'interrogations de divers groupes : l'inaction du gouverneur pour empêcher les massacres est notée par la ministre des Droits humains Marie-Ange Mushobekwa, mais surtout un rapport de l'ONU dénonce l'instrumentalisation du conflit par « certains acteurs politico-administratifs locaux ».
En avril 2019, Ngobila est élu gouverneur de la ville-province de Kinshasa sous l'étiquette du PPRD,. Il est élu sénateur lors des élections de 2019.
Le 9 janvier 2024, Ngobila est suspendu de ses fonctions de gouverneur en raison des accusations de fraude électorale à son encontre par la Commission électorale nationale indépendante (CENI) à son encontre. Il est remplacé à titre intérimaire par Gérard Mulumba. Le 25 janvier, Ngobila est toutefois réhabilité dans ses fonctions par le ministre de l'Intérieur Peter Kazadi car il a fait appel de la décision de la CENI devant la Cour constitutionnelle.
En avril 2024, Ngobila est élu sénateur de Kinshasa.